# Lov-Elly
《Lov-Elly》는 대한민국의 여자 가수 서인영이 2010년 6월 1일에 발표한 EP이다. 타이틀곡은 잘가요 로맨스로 쥬얼리를 탈퇴한후 첫 앨범이다.또한 5월 12일에는 타이틀곡 "잘가요 로맨스"를 디지털 싱글 형식으로 선 공개하였다.6월 1일에는 모든 수록곡을 포함해 EP형식으로 발매하였으며, 각종 차트에서 1위를 휩쓸며 화려하게 컴백을 하였다.

## 수록곡

### EP
1. 잘가요 로맨스
2. 사랑이라 쓰고 아픔이라 부른다
3. 사랑하면 안되나요
4. 가르쳐줘요
5. 애인있어요

### 디지털 싱글
1. 잘가요 로맨스